# Волосников, Александр Викторович
Александр Викторович Волосников (20 сентября 1956 — 8 октября 2009) — советский и российский военный и деятель органов госбезопасности, полковник; сотрудник группы «А». Заместитель начальника регионального подразделения группы «А» в Алма-Ате в 1990—1992 годах, исполняющий обязанности командира группы «А» в Алма-Ате; командир краснодарского регионального подразделения группы «А» в 1992—2001 годах, кандидат психологических наук.

## Биография
Выпускник Московского педагогического государственного университета. Мастер спорта СССР по морскому многоборью и военно-спортивному троеборью. В 1981—1990 годах — оперативный сотрудник КГБ Казахской ССР. В 1990—1992 годах — заместитель начальника регионального подразделения группы «А» в городе Алма-Ата (позже спецподразделение «Арыстан» Комитета национальной безопасности Республики Казахстан). При участии Волосникова и его руководстве 23 февраля 1992 года в аэропорту Чимкента была проведена операция по освобождению заложников в захваченном бандитами автобусе: считается, что именно Волосников настоял на необходимости брать штурмом автобус. Отмечен почётной грамотой от Президента Республики Казахстан Нурсултана Назарбаева.
В 1992—2001 годах — командир краснодарского регионального подразделения группы «А», формально начальник Регионального центра специальных операций (РОСО) при Управлении ФСБ по Краснодарскому краю. Руководил рядом спецопераций по освобождению заложников и нейтрализации террористов, в том числе в Будённовске, Первомайском, Краснодаре и Лазаревском. Руководил операцией по освобождению заложников, захваченных в автобусе 27 марта 1999 года в Краснодаре рецидивистом Константином Романовым, разыскиваемым Ростовским ГУВД за совершение ряда заказных убийств. После долгих попыток переговоров и освобождения части заложников начался штурм автобуса, в ходе которого Романов был застрелен. Из оставшихся в автобусе заложников никто не пострадал.
Кандидат психологических наук (1999), защитил диссертацию на тему «Психологическое сопровождение сотрудников спецподразделений по борьбе с терроризмом». С 2001 года — ответственный сотрудник Центра специального назначения ФСБ, отвечал за боевую подготовку сотрудников. Отмечен рядом государственных наград, в том числе орденом Мужества, орденом «За военные заслуги», медалью «За отвагу» и медалью ордена «За заслуги перед Отечеством» II степени.
Скончался 8 октября 2009 года в результате острого сердечного приступа. Сын — Валентин Васильченко, в 2022 году провёл в Краснодаре состязания по историческому лазертагу, посвящённые памяти отца (в них приняло участие около 40 юных участников военно-патриотических клубов Краснодарского края).